# 夜の蝶
『夜の蝶』（よるのちょう）は、1957年（昭和32年）7月28日に公開された日本映画。
銀座の酒場に生きる女たちの執念あふれる世俗的な作品。この映画化の元は『中央公論』の川口松太郎の小説である。「夜の蝶」という表現は一般に水商売を営む女性を指すのに用いられる。

## ストーリー
マダム・マリは銀座の一流バー「フランソワ」を経営し、政治や経済に携わる一流有名人との社交も上手く敏腕経営者としても知られる。
その銀座に、京都の舞妓上りのおきくが事実上の殴りこみとして、バーを開くことになった。おきくは各酒場に挨拶廻りするが、その中にはマリの妹分けいのバーもあった。おきくは、けいの恋人で女給周旋業の秀二に現ナマ5万円を積み、女給の周旋を依頼、マリの陣営の一角を切り崩す。
マリも負けじと対抗、この戦は夜の銀座の話題となる。マリとおきくの因縁は古く、かつて大阪で結婚したマリの夫が京都に囲った女がおきくだったのである。おきくはマリの夫の死後、京都にバーを出し、一方、自分とは二回りも歳の離れた現役医学生、原田に学費をみつぎ、将来の結婚を夢みている。
こうして2人のマダムは鎬をけずり合っていたが、ここに関西のデパート社長白沢が東京に進出すべく、腹心の木崎を参謀格に登場、マリ・おきくの戦いはますます白熱化することになった。というのは、マリは白沢に岡惚れだったが、白沢は実はおきくのパトロンで、彼女の銀座進出に骨折り、正式の結婚さえ望んでいた。おきくの本心は原田との結婚にあったが、原田は同僚の女性浅井と結ばれて、おきくの申出は断わられた。一方、白沢の東京進出は木崎の裏切によって敗れたが、そのことを知ったマリは積極的に白沢に近づき、2人は白沢の別荘へ泊まるべく夜の京浜国道を車を駆った。
2人のことを聞いたおきくは、白沢にいいたいことがあるといって、自ら車を運転、2人のあとを追ったが、途中で車がぶつかり合い、マリ・おきくはあっけなく死んでしまった。

## キャスト
- マリ：京マチ子
- おきく：山本富士子
- けい：穂高のり子
- 秀二：船越英二
- 白沢一郎：山村聡
- コロちゃん：藤田佳子
- 木崎孝平：小沢栄太郎
- 原田修：芥川比呂志
- 浅井君子：近藤美恵子
- 早苗：川上康子
- みどり：八潮悠子
- つねよ：瀬戸ヱニ子
- 文江：叶順子
- さち子：立花宮子
- てる子：種井信子
- かずえ：市田ひろみ
- 京子：樋口登志子
- ジミー：川崎敬三
- 木ちゃん：高田宗彦
- 小野田：見明凡太朗
- 人見：青山敬二
- 下山代議士：大山健二
- 北本：丸山修
- 花岡：伊東光一
- フランソワの女給：楠よし子
- 洋酒屋：潮万太郎
- 靴みがき：ジョー・オハラ
- 占い師：河原侃二
- 乾分：津田駿二、飛田喜佐夫
- 医学研究生：小津明
- 運転手らしき男：谷謙一
- ノアールのよし子：目黒幸子
- 果物屋のおかみ：岡村文子
- 平河の女中：鍵山寿子
- 妾宅のばあや：小松みどり
- おきくの酔客：高松英郎
- 京都おきくバアの客：伊達三郎、天野一郎、早川雄三
- 飛行機の客：宮島城之、杉森麟
- フランソワの客：中村伸郎、宮口精二、三津田健、小川虎之助、十朱久雄、花布辰男

## スタッフ
- 監督：吉村公三郎
- 製作：永田雅一
- 原作：川口松太郎
- 脚色：田中澄江
- 企画：川崎治夫
- 撮影：宮川一夫
- 音楽：池野成
- 美術：間野重雄
- 録音：橋本国雄
- 照明：伊藤幸夫

## 背景とモデル
原作の川口松太郎の『夜の蝶』は、当時銀座で人気を二分していたクラブ・ママ、『エスポワール』の川辺るみ子と『おそめ』の上羽秀がモデルである。小説では、川辺がマチ、上羽がお菊の名で二人の確執が描かれている。小説と映画のヒットにより、「夜の蝶」「ホステス」などの言葉が流行語になり、マスコミで大きく取り上げられた。るみ子と秀はライバル同士ではあったが、後年秀が店をたたむ際、るみ子にだけ打ち明け、二人で抱き合い泣いたという。

## テレビドラマ
本作を原作とするテレビドラマが、1962年12月27日に日本テレビ系列の『武田ロマン劇場』（武田薬品工業一社提供。木曜20:45 - 21:30）で放送。主演は淡島千景。また後に声優として活躍する八代駿も出演している。

### キャスト
- 葉子：淡島千景
- おきく：池内淳子
- 初枝：葉山葉子
- 雪雄：八代駿
- お景：関弘子
- 秀二：草薙幸二郎[3]

### スタッフ
- 原作：川口松太郎
- 演出：池田義一[3]

| 日本テレビ系列 武田ロマン劇場 | 日本テレビ系列 武田ロマン劇場 | 日本テレビ系列 武田ロマン劇場 |
| 前番組                        | 番組名                        | 次番組                        |
| ----------------------------- | ----------------------------- | ----------------------------- |
| 新説山崎街道                  | 夜の蝶 （ドラマ版）           | 皇女和の宮                    |

## 舞台
1957年10月に新派で舞台化。その後、数回の再演を経て、2019年6月に三越劇場で上演された。

### キャスト
- 葉子：河合雪之丞
- お菊：篠井英介
- 白沢一郎：喜多村緑郎（2代目）
- お春：山村紅葉
- お景：瀬戸摩純

### スタッフ
- 作：川口松太郎
- 脚色・演出：成瀬芳一（新派文芸部）